# Nymphaea amazonum
Nymphaea amazonum är en näckrosväxtart som beskrevs av Carl Friedrich Philipp von Martius och Joseph Gerhard Zuccarini. Nymphaea amazonum ingår i släktet vita näckrosor, och familjen näckrosväxter.

## Underarter
Arten delas in i följande underarter:
- N. a. amazonum
- N. a. pedersenii

## Bildgalleri

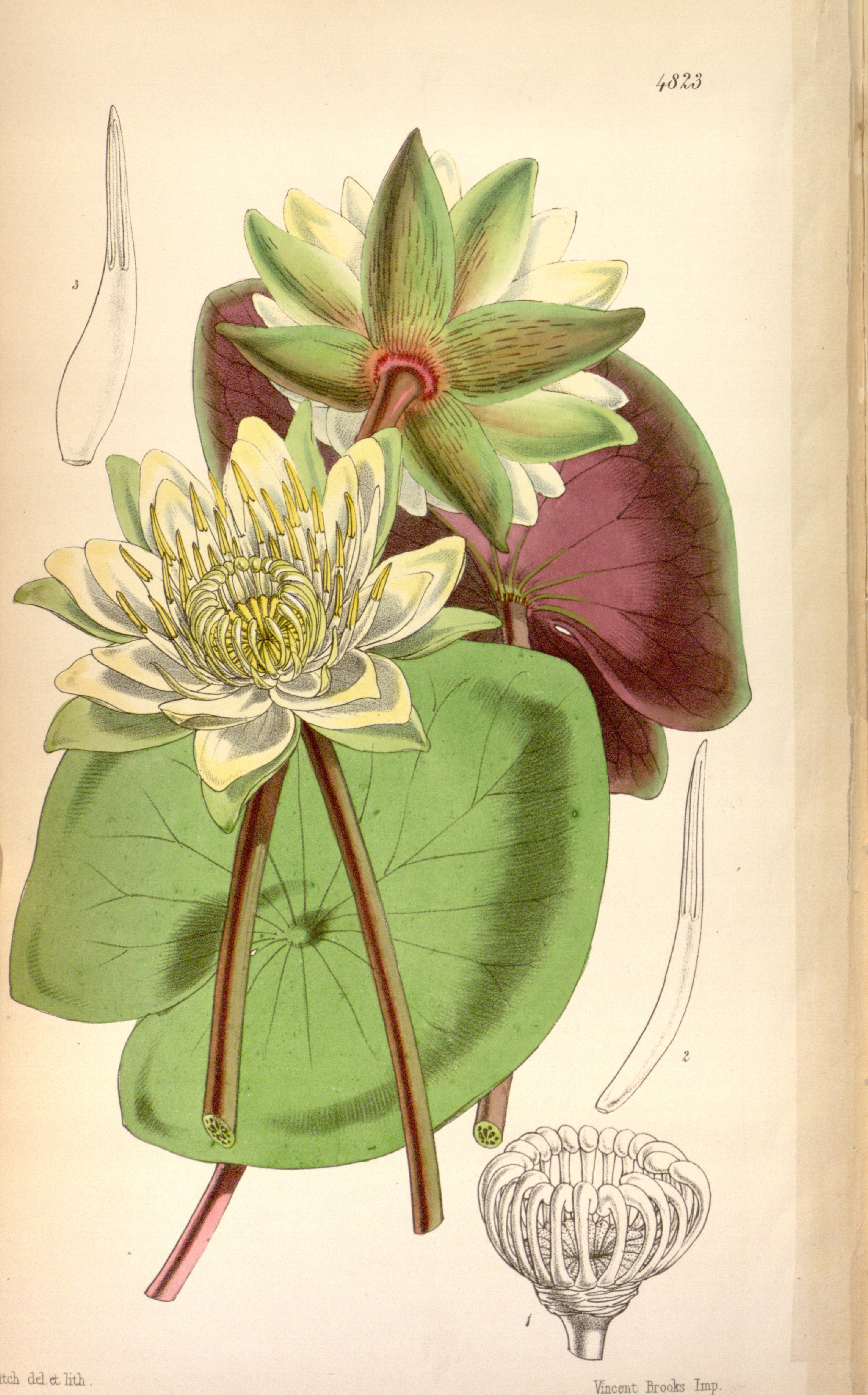
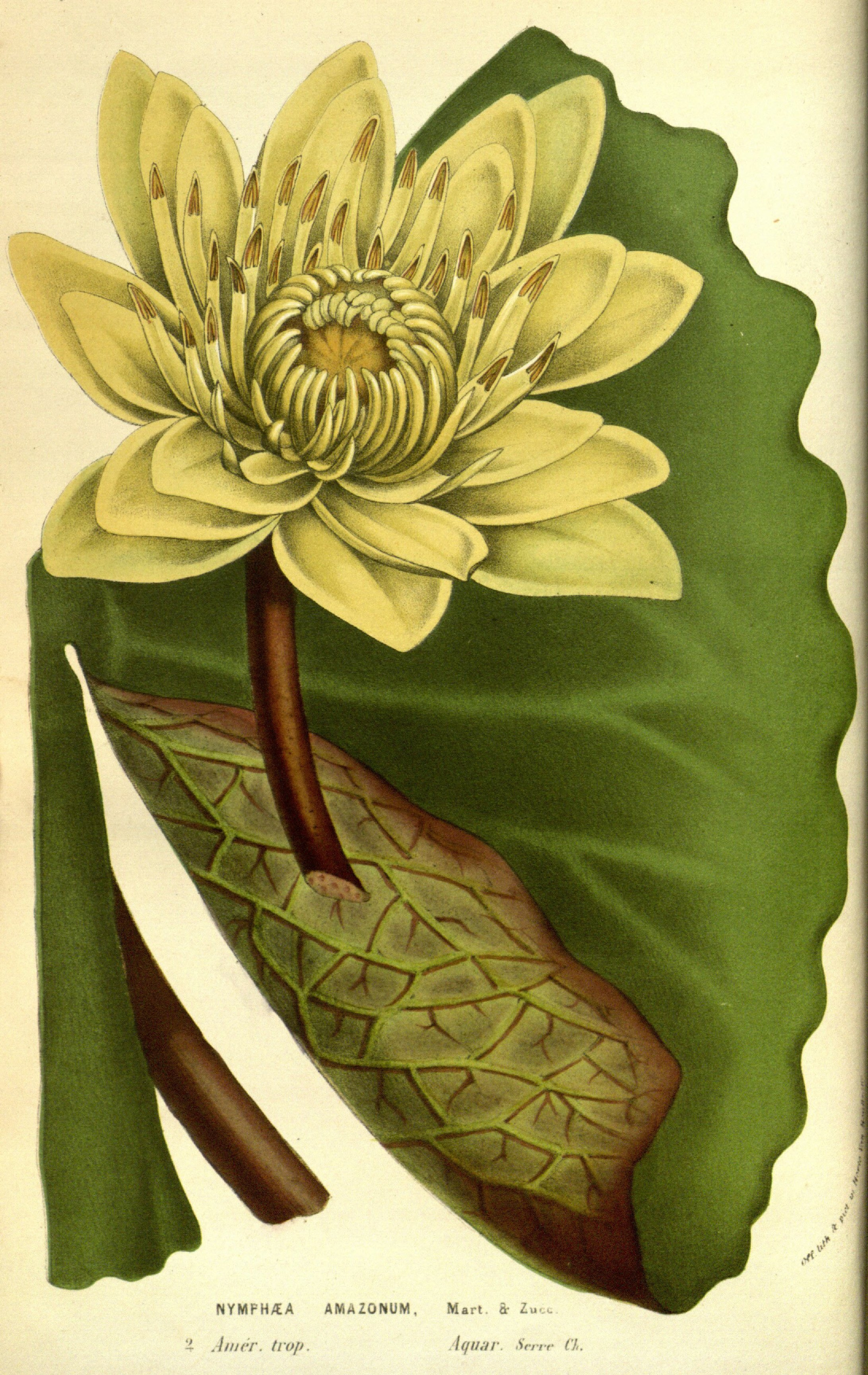
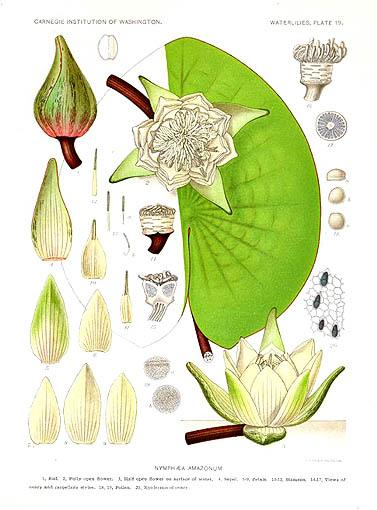